# 英國交通警察
英国交通警察（英語：British Transport Police ）是英國的一支国家特别警察，主要受英國铁路行业的资助。 英國交通警察主要在英格兰、威爾斯和蘇格蘭的铁路网（10,000多英里的轨道以及3,000多个车站和仓库）執法。
英國交通警察還要在伦敦地铁、 碼頭區輕便鐵路、西米德蘭地鐵、倫敦電車、泰恩-威爾地鐵、格拉斯哥地铁和倫敦纜車等軌道交通系統執法。